# Vindjammer
Vindjammer is een schommelschip in het Duitse attractiepark Europa-Park en is gelegen in het Scandinavische themagebied. De attractie werd geopend in 1993 en is gemaakt door HUSS Park Attractions.

## Geschiedenis
De attractie werd in 1993 geopend en werd in 2004 en 2016 gerenoveerd. Op 26 mei 2018 brak er in het Scandinavische themagebied van Europa-Park een brand uit dat grote delen van het themagebied verwoestte. Vindjammer bleef gespaard door de brand.
Lijst van attracties in Europa-Park